# Apatetor nigriventris
Apatetor nigriventris är en stekelart som beskrevs av Heinrich 1938. Apatetor nigriventris ingår i släktet Apatetor och familjen brokparasitsteklar. Inga underarter finns listade i Catalogue of Life.